# ボルドーワイン

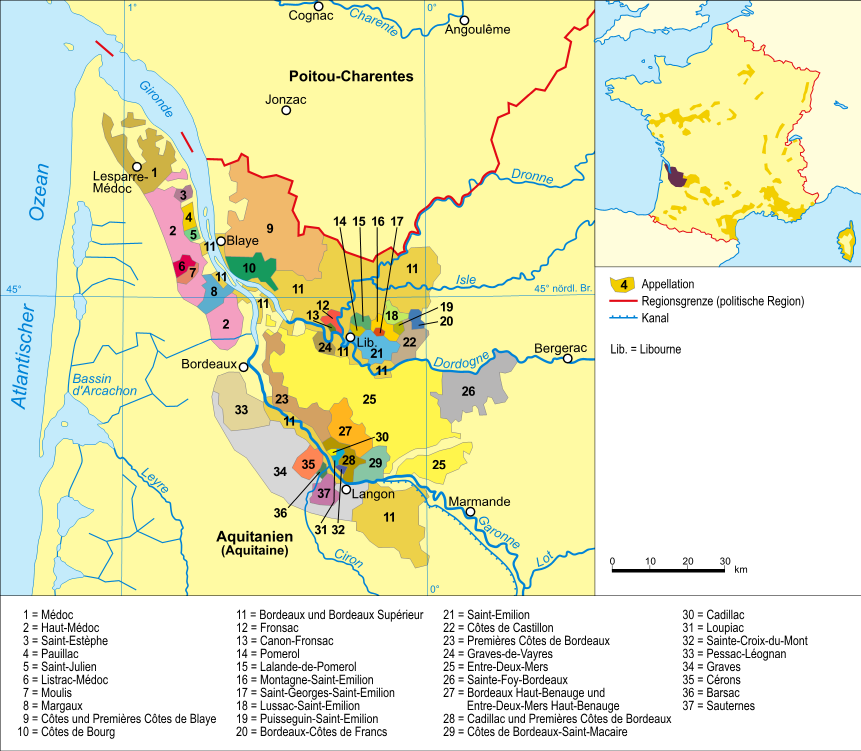
ボルドー地区の地図。ほぼ全てのアペラシオンが掲載されている。ガロンヌ川とドルトーニュ川、ジロンド河口が各地域を区切る地形として重要である。

ボルドーワイン（仏：vin de Bordeaux）はフランス南西部の都市ボルドー周辺およびガロンヌ川沿いに位置するボルドー地区で生産されるワインである。ボルドー市街の北ではドルトーニュ川がガロンヌ川に合流し、ジロンドと呼ばれる広大な三角江を形成している。ジロンド県におけるブドウ畑の面積は総計120,000ヘクタールにも達し、フランスでも最も広いブドウ栽培地域である。
平均的な年では7億本を超えるワインが生産されているが、生産されるワインは大量生産される普段使いのテーブルワインから世界でも最高級の名高いワインに至るまで幅広い。生産量の多くを占めるのは赤ワインで、これはイギリスでは「クラレット」と呼ばれることもある。その他、ソーテルヌに代表される甘口白ワインや、辛口白ワイン、そしてごく少数ながらロゼワインやスパークリングワイン（クレマン・ド・ボルドー）も造られている。8500を超えるシャトー（仏：château、城の意）と呼ばれる生産者が存在する。ボルドーワインのアペラシオンは60に分かれている。シャトーは醸造所が付随したブドウ園を持つ生産者であり、なかには格付けがなされているシャトーもある。

## 歴史

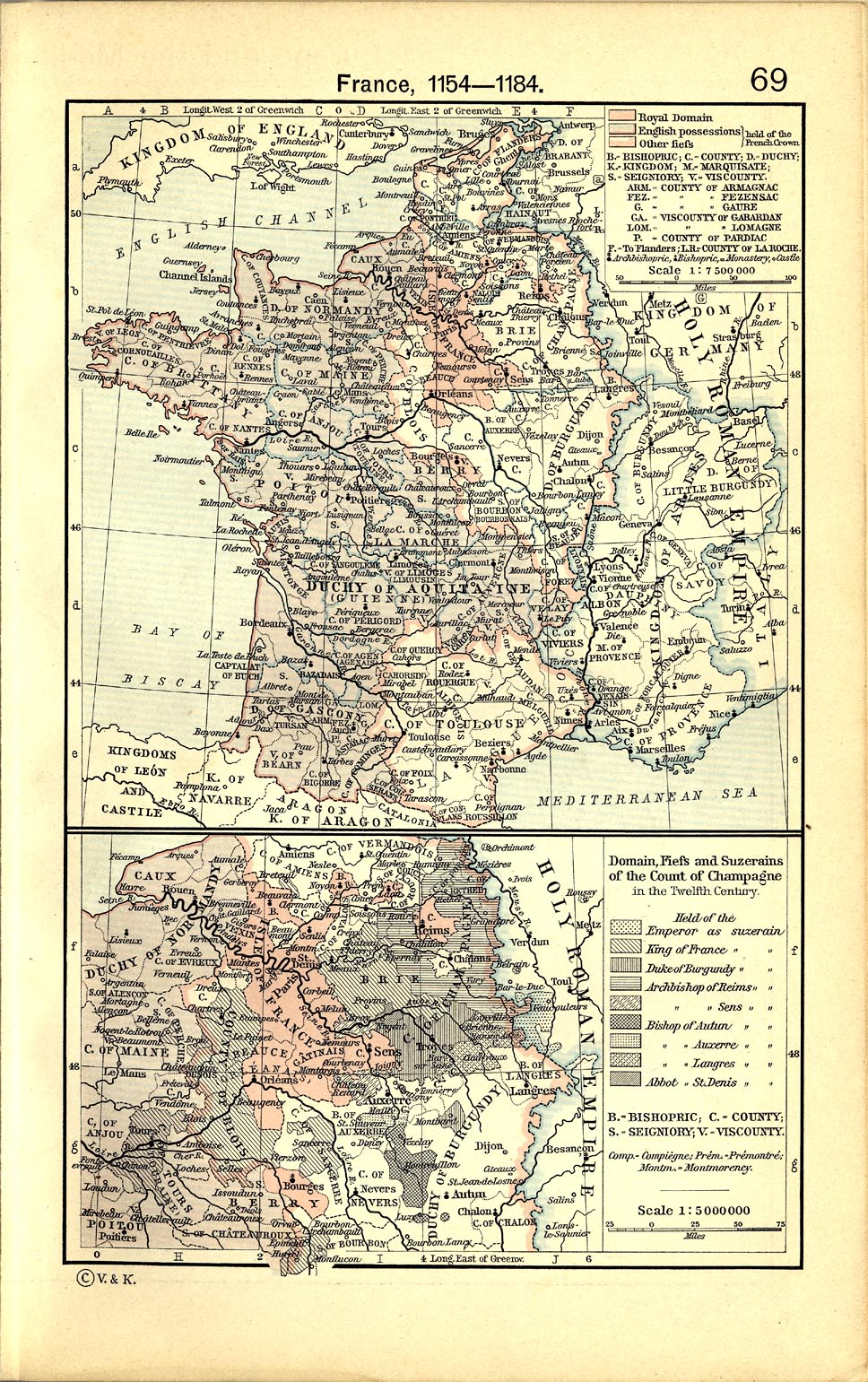
アキテーヌがプランタジネット朝の支配下にあった時代のフランスの州が描かれた地図。ボルドー（Bordeaux）の記載が見える。

ボルドーにワインが持ち込まれたのはローマ帝国によるもので、おそらくは1世紀半ばの出来事である。その頃は当地で消費されるワインが造られていたが、それ以来、ボルドーでのワイン生産は連綿と続いている。
12世紀にはヘンリー2世とアリエノール・ダキテーヌの結婚をきっかけに、ボルドーワインの人気がイングランドにおいて急騰した。この結婚によりアキテーヌ地域圏はアンジュ―帝国の一部となり、それ以来ボルドーワインはイングランドに輸出されるようになったのである。そのころの主要なワイン産地はグラーヴであり、クレレと呼ばれるスタイルが一般的であった。なお、現代においてもクラレットという語はイギリスでよく目にするが、これはこの時代の名残であり、実際には特にクレレのスタイルのことを指しているわけではなく、単に赤ワインのことを指す語として使われている。ボルドーワインの輸出は1337年にフランスとイングランドの間で勃発した百年戦争により停滞した。1453年に戦争が終結すると、フランスはこの地域を取り戻し、ボルドーにおけるワイン生産の実権を握った。古い同盟に基づき、スコットランドの商人にはクラレットの取引に関する特権が認められていたが、この地位はエディンバラ条約によってフランス・スコットランド間の軍事同盟が解消されたのちも大部分は継続された。カトリックであるフランスに対するユグノーの反乱がラ・ロシェルで発生すると、イングランドとスコットランドはともにスチュアート朝の支配を受けるプロテスタントの国家であるため、ユグノーへの軍事的な支援を試みていた。そのような事態にもかかわらず、スコットランドの交易船はジロンドへの入港を認められていただけでなく、ユグノーの私掠船から守るためにフランス海軍による港での警護まで受けていた。
17世紀にはオランダの貿易商がメドックの湿地帯を干拓したことでブドウ栽培が可能になり、やがてはグラ―ヴを上回りボルドーのなかでも最も高名なワイン産地となった。この地域では19世紀まではマルベックが主要なブドウ品種であったが、19世紀初頭からはカベルネソーヴィニヨンにとってかわられた。
1855年には初めてボルドーワインの格付けが行われたが、この格付けは今でも広く受け入れられている。1875年から1892年の間にはボルドーはフィロキセラ禍にみまわれ、ほぼ全てのブドウ畑が打撃を受けた（19世紀フランスのフィロキセラ禍）。この対策としてフィロキセラ耐性のあるアメリカ系ブドウの台木を用い元々あった品種を接ぎ木して栽培する技術が見いだされ、ワイン産業は回復した。

## 気候と地質

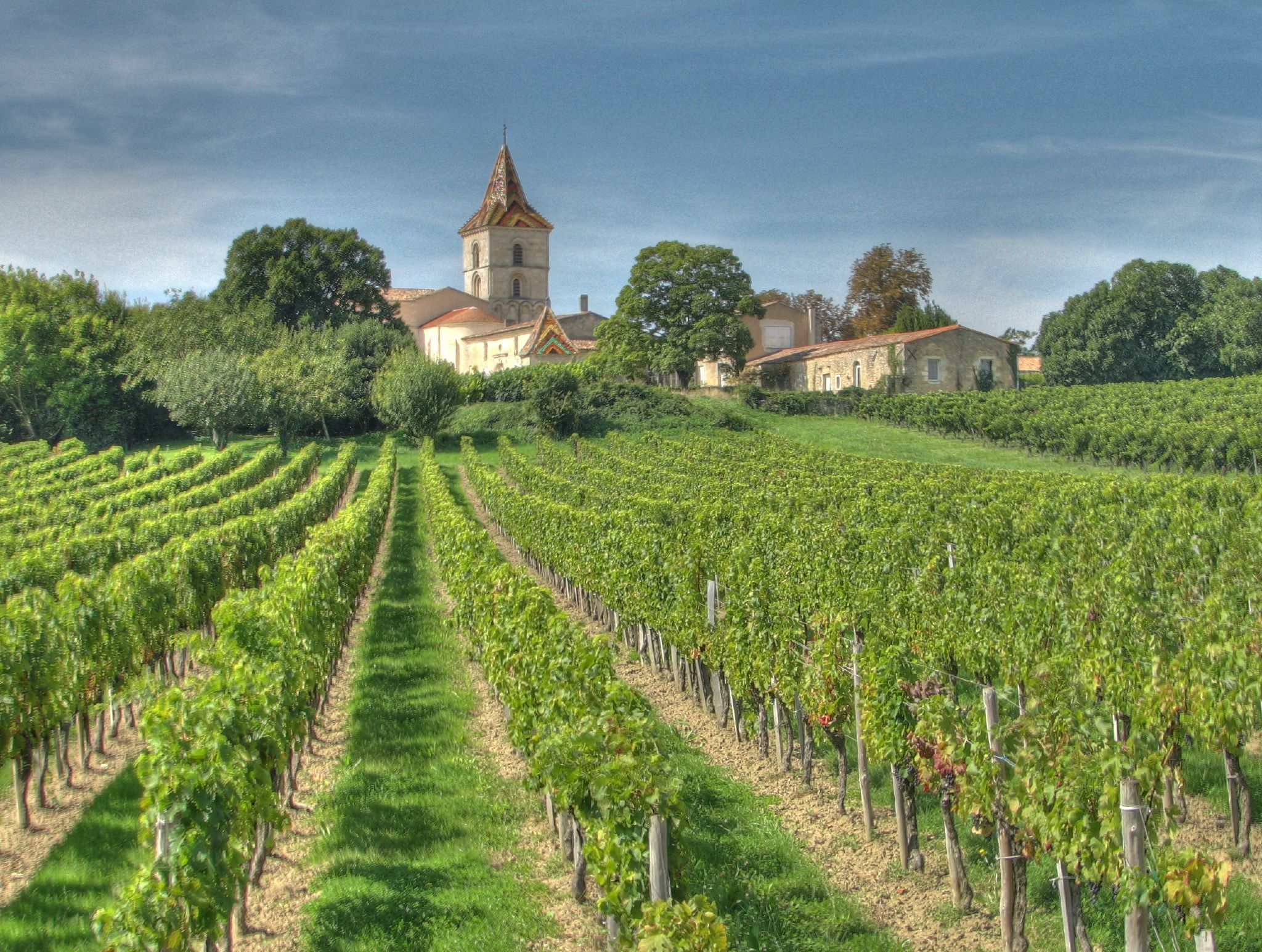
ボルドー右岸に位置するブライのブドウ畑

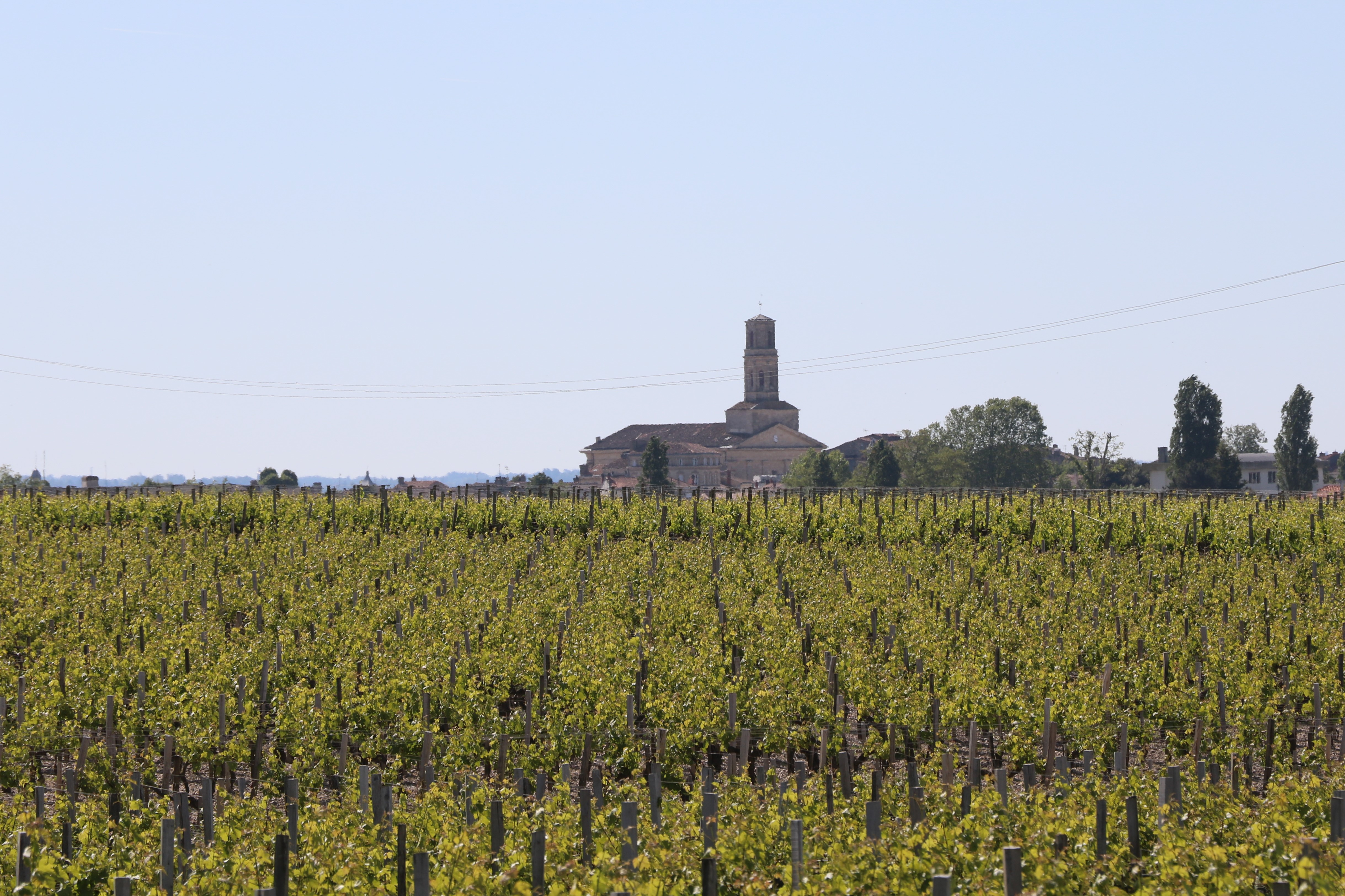
ボルドー左岸に位置するポイヤックのブドウ畑

ボルドーにおけるワイン産業の成功の主要因として、ブドウ栽培に極めて好適な自然環境が挙げられる。この地域の基礎地質は石灰岩であり、カルシウムが豊富な土壌構造を形成している。ジロンド河口は支川であるガロンヌ川とドルトーニュ川とともにこの地域の環境に多大な影響を与えている。すなわち、この地に水を供給するとともに、海洋性気候である大西洋気候をもたらしている。ドルトーニュ川とガロンヌ川が合流し、ジロンド川に注ぐ地点を中心にボルドーは広がっているのである。
ボルドーのワイン生産地域は、これらの川によっていくつかの地域に区切られている。
- 右岸は北部のドルトーニュ川右岸、リブルヌ周辺に広がる地域を指す。粘土質の土壌が多く、これはメルローに適している[10]。
- アントル・ドゥー・メール（仏：Entre-Deux-Mers）はフランス語で「2つの海の間」という意味であり、ドルトーニュ川とガロンヌ川にはさまれた地域である。どちらの川も干満の影響を受ける。ボルドーの中央に位置する。
- 左岸はガロンヌ川左岸に位置し、ボルドーの西部と北部が含まれる。ボルドー市街の周辺に位置する。土壌は砂利質であることが多く、カベルネ・ソーヴィニヨンの栽培に向く[10]。左岸はさらに細かい地域に分かれており、
  - グラーヴはボルドー市街よりも上流側に位置する。
  - メドックはボルドー市街よりも下流側の、ジロンド側と大西洋に挟まれた半島に位置する。

ボルドーにおいては、ワイン生産にテロワールを主軸に据えた考え方をとることがある。そのため、トップレベルの造り手ではブドウが採れた場所の特色を反映したテロワール優先のワイン造りを意図し、単一の畑で収穫されたブドウでワインが造られることも多い。ボルドーの土壌は砂利、砂岩、粘土からなる。ブドウ畑として最も優れているのは水はけの良い砂利質の土壌の土地であり、ジロンド川の近くに多い。古くからボルドーでは、優れた畑からは「川が見える」と言い伝えられている。川沿いの土地の大部分は格付けシャトーが占めている。

## ブドウ

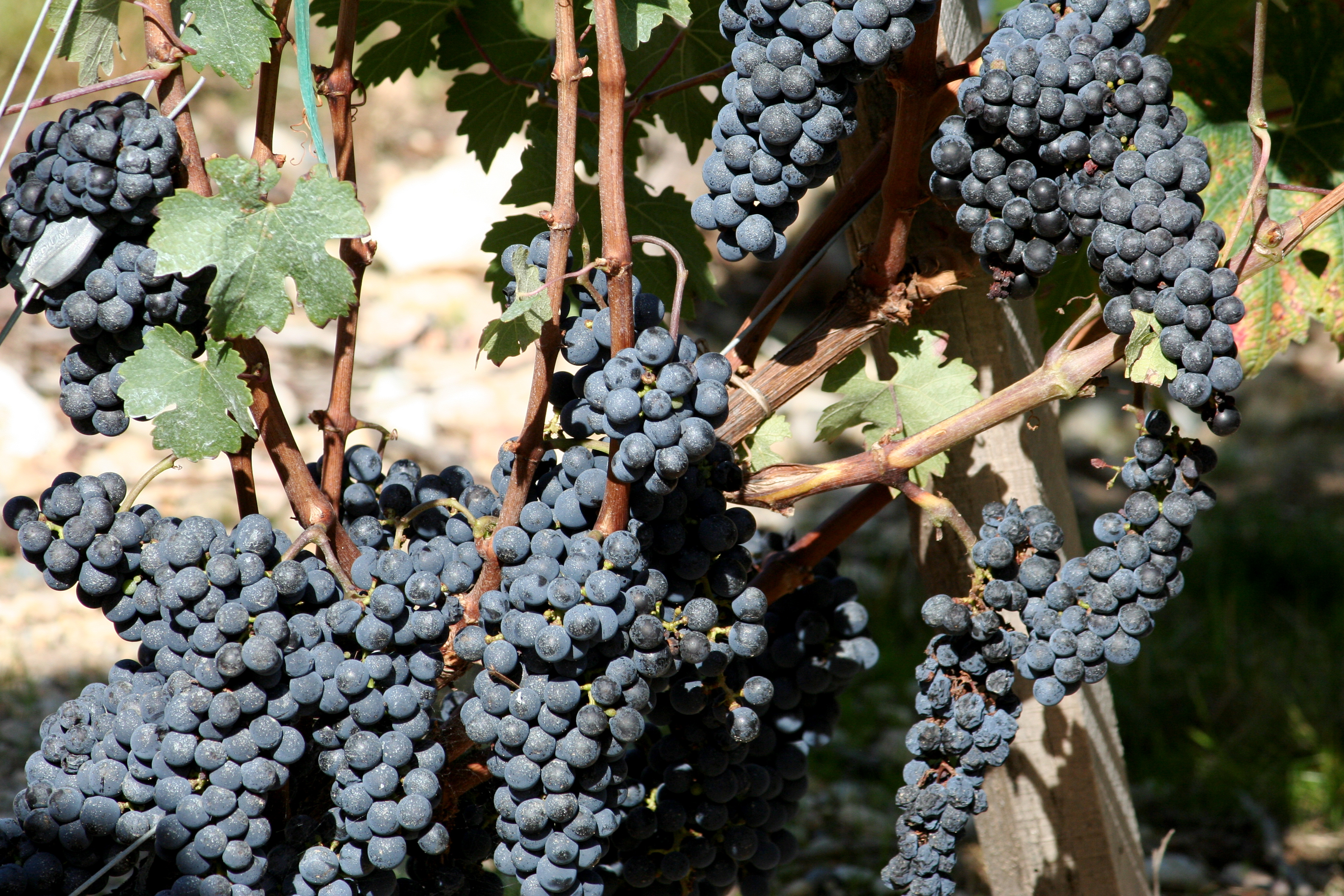
メドックで栽培されているカベルネ・ソーヴィニヨン

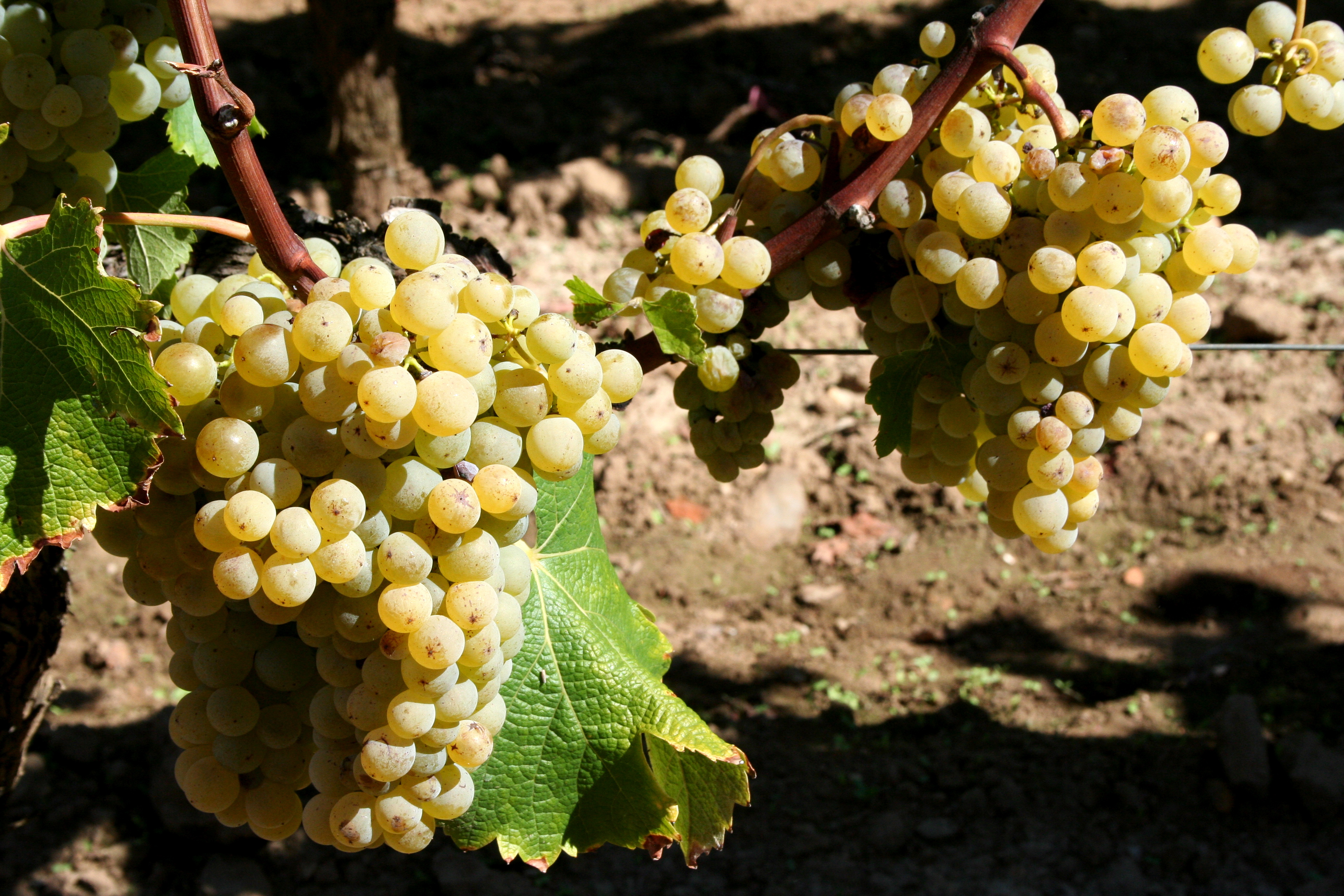
バルザックで栽培されているセミヨン

### 赤ワイン用ブドウ
ボルドーの赤ワインでは、通常複数のブドウ品種をブレンドして造られる。使用が許可されているのはカベルネ・ソーヴィニヨン、カベルネ・フラン、メルロー、プティ・ヴェルド、マルベックおよび稀にしか使われないカルメネールである。カルメネールは、格付け5級のシャトー・クレール・ミロンがいまだに使っているなど僅かな例があるほかは滅多に使われていない。2019年6月に行われた決定により、この地域の温暖化を懸念してさらに4つのブドウ品種の使用が2021年ヴィンテージから認められることになった。新たに許可されたのはマルサラン、トゥーリガ・ナシオナル、カステ、アリナルノアであり、これらの追加品種は最大10%と少量を補助的に用いることしかできない。
カベルネ・ソーヴィニヨンはボルドーで2番目に多く植えられている品種であるが、一般論としてメドックやその他ジロンド川左岸の地域で造られる赤ワインでは中心的な品種として使われる。典型的には、トップレベルのシャトーではカベルネソーヴィニヨンが70%ほど、カベルネ・フランとメルローがそれぞれ15%ほど使われることが多い。このようなブレンドを「ボルドーブレンド」と呼ぶことがある。サン＝テミリオンやポムロールなど右岸のアペラシオンではメルローが優勢であり、メルローが70%ほど、カベルネ・ソーヴィニヨンとカベルネ・フランがそれぞれ15%ほど使われるのが典型的である。

### 白ワイン用ブドウ
白ワイン用のブドウ品種としては、セミヨン、ソーヴィニヨン・ブラン、ミュスカデルが主に用いられ、とくに甘口のソーテルヌの場合はもっぱらこれらの品種が使われる。赤ワイン同様、ブレンドされていることが一般的である。典型的にはセミヨンが80%、ソーヴィニヨン・ブランが20%ほどで、セミヨンが多めに使われ､　ソーヴィニヨン・ブランはそれより少ないことが多い。その他、ソーヴィニヨン・グリ、ユニ・ブラン、コロンバール、メルロー・ブラン、オンダンク、モーザックの使用が許可されている。2019年6月にはアルバリーニョ、プティ・マンサン、リリオリラの3品種が追加されたが、赤ワイン用追加品種と同じく補助的な使用に制限されており、2021年ヴィンテージから認可される。
世界中のワイナリーでボルドースタイルのワインが造られている。1988年ではアメリカの生産者グループがメリタージュ協会（The Meritage Association）を組織し、このスタイルのワインを定義した。メリタージュワインは多くがカリフォルニアで造られていているが、協会にはアメリカの18の州およびアルゼンチン、オーストラリア、カナダ・イスラエル・メキシコの5ヶ国の生産者も加盟している。

## ブドウ栽培と醸造

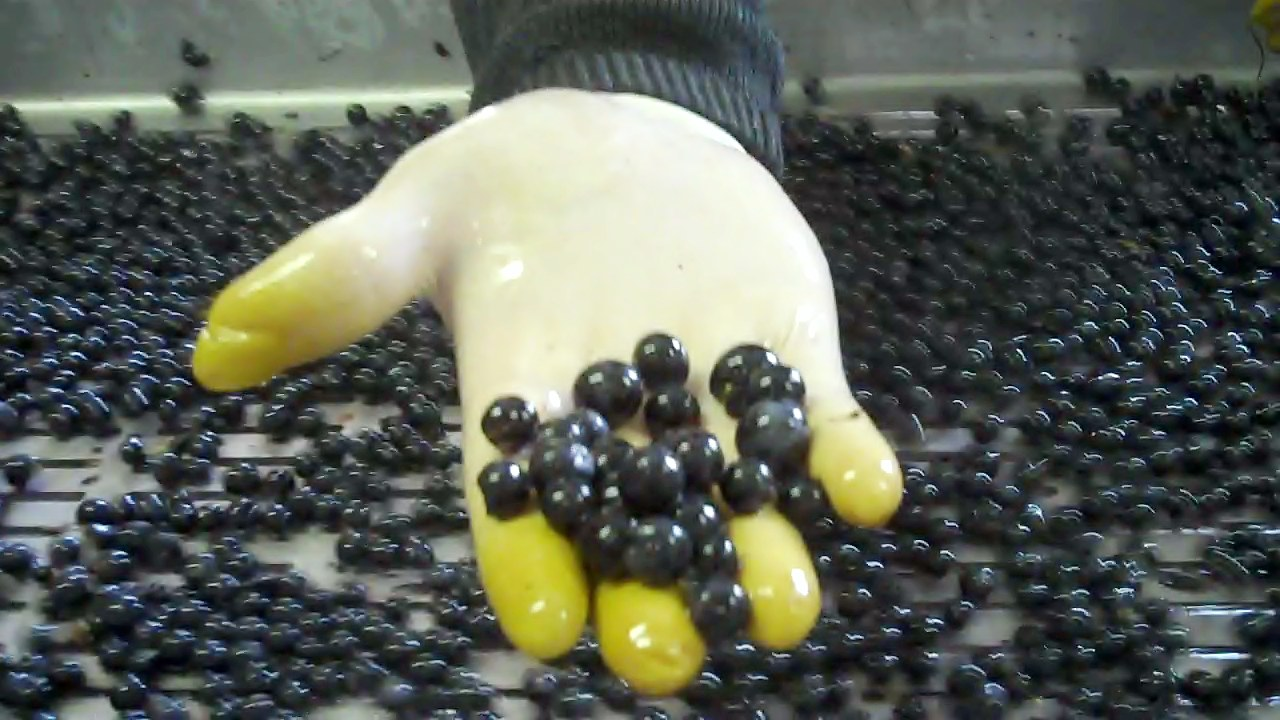
シャトー・キルヴァンでメルローが選別される様子

### ブドウ栽培
ボルドーでの赤ワイン用ブドウの栽培面積は、メルロー（62%）、カベルネソーヴィニヨン（25％）、カベルネ・フラン（12%）およびプティ・ヴェルド、マルベック、カルメネールが少量（計1%）である。白ワイン用ブドウではセミヨン（54%）、ソーヴィニヨン・ブラン（36%）、ミュスカデル（7%）のほか、ユニ・ブラン、コロンバール、フォル・ブラン（計3%）がわずかに栽培されている。ボルドーは湿度の高い気候であるため、ウドンコ病やベト病といった病害の被害を受けやすい。薬剤の散布による対策を行うことが一般的ではあるが、多くの生産者が減農薬農法（リュット・レゾネ）を採用しているほか、有機農法に取り組む生産者もいる。ブドウの樹は通常ギヨ・サンプル（仏：Guyot Simple）ないしはギヨ・ドゥーブル（仏：Guyot Double）と呼ばれる垣根仕立てにされる。多くの名門シャトーでは手摘みで収穫を行うが、それ以外では収穫機がよく使われる。

### 醸造
収穫後のブドウは通常、選別・除梗を行った後に破砕される。破砕は伝統的には足で踏んで行うが、現在ではほぼ完全に破砕機に置き換わっている。補糖が許可されており、いまやありふれた工程である。次いで発酵が行われるが、通常はステンレスタンクで温度を管理して行われる。その後、圧搾を行い、得られたワインは多くはバリックと呼ばれる樽に移されて熟成される。樽熟成は1年程度であることが一般的である。ボルドーにおける伝統的なバリックは225リットルのオーク製である。圧搾から瓶詰めまでのどこかのタイミングでブレンドが行われる。ボルドーでは単一品種ワインはほとんどないため、ブレンドは必須の工程であるといえる。すなわち、ヴィンテージの状況をみながら異なるブドウ品種をブレンドすることで、各々のシャトーが望むスタイルのワインを造り上げるのである。品種の差異以外にも、ブドウ畑の区画によって別々に熟成を行うこともあり、生産者の判断によってセカンドワインへの格下げを行ったり、卸売りに回すこともある。最終的にワインは瓶詰めされ、売り出されるまでさらに熟成される。

## ワインのスタイル

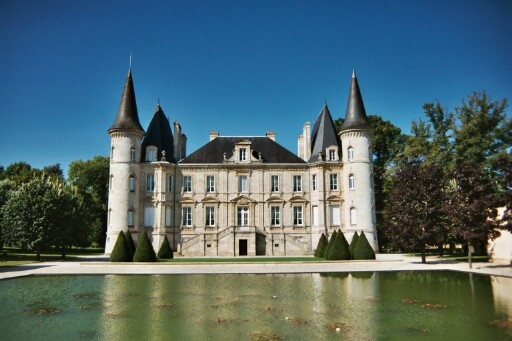
シャトー・ピション・ロングヴィル・バロン。在ポイヤック

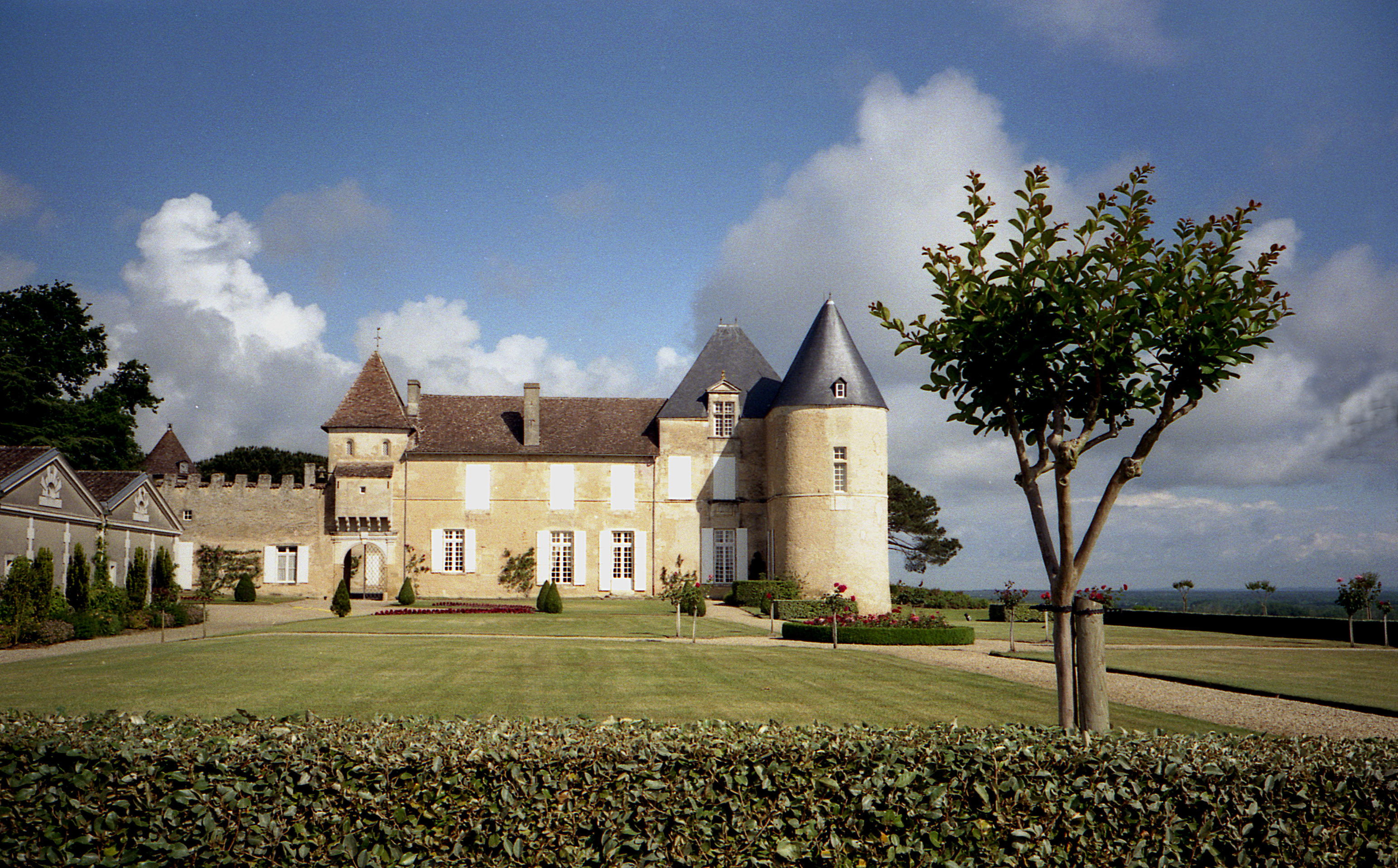
シャトー・ディケム。在ソーテルヌ

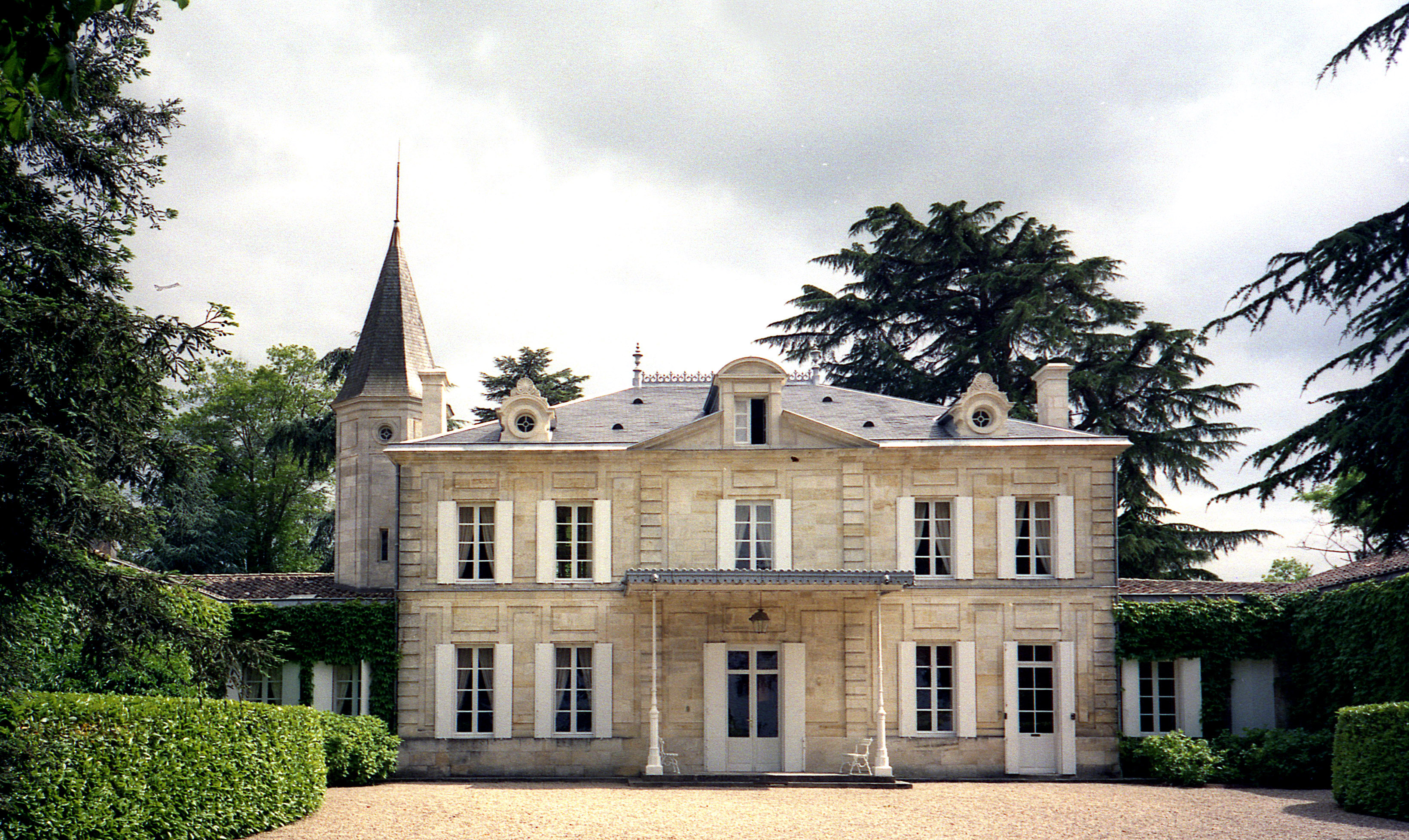
シャトー・シュヴァル・ブラン。在サン＝テミリオン

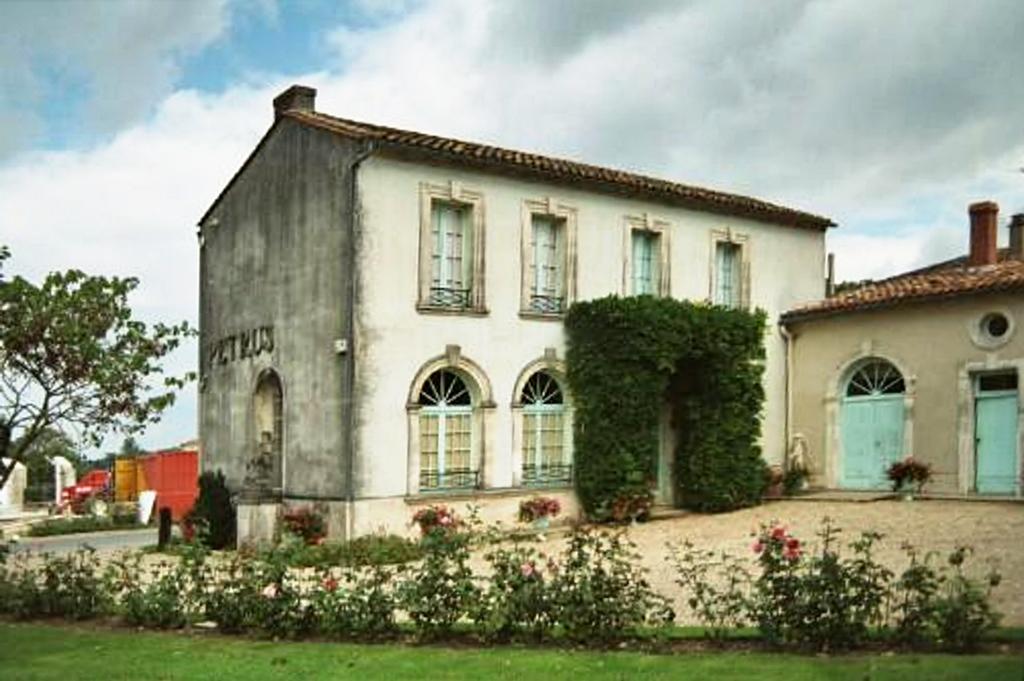
シャトー・ペトリュス。在ポムロール

ボルドーで栽培されるブドウは、2014年において赤ワイン用が89%に対し白ワイン用が11%であり、赤ワインの生産が圧倒的に多い。ボルドーのワイン産地は、サン＝テミリオン、ポムロール、メドック、グラーヴなどの区域に分かれている。60あるボルドーのアペラシオンと、そこで作られるワインのスタイルは通常6つに大別される。赤ワインは生産する地域により4つに分けられ、白ワインは甘さで2つに分けられる。以下、AOCはアペラシオンを指す。
- ボルドー、およびボルドー・シュペリュールの赤ワイン。この2つはボルドーのワイン産地全域に広がるアペラシオンであり、ボルドーのブドウ畑のおよそ半分がボルドーAOCないしはボルドー・シュペリュールAOCに指定されている。アントル・ドゥー・メールにあるシャトーで作られるワインはメルロー種主体であることが一般的であり、その他のボルドー系品種とブレンドされることも多い。家族経営のごく小規模なシャトーも多いが、ワイン商を通じて商業的なブランド名のもとにブレンドされ販売されるワインもある。ボルドーAOCはフルーティーでオーク樽の風味は控えめな傾向があり、若いうちに飲まれることを想定している。ボルドー・シュペリュールAOCも同じ地域で作られるが、低収量にするなどムストはより厳しい管理を受け、オーク樽での熟成を行うことが多い。過去10年にわたり、生産者による活発かつ継続的な投資が畑と醸造設備の両方に対して行われてきたことで、ワインの品質は向上してきた。2008年にはボルドー＆ボルドー・シュペリュールワイン生産者組合によりアペラシオンの変更がなされた。67%はフランス国内で消費され、33%は輸出されている。1秒ごとに14本が消費されているとの試算がある[17][18]。ボルドーにおけるワイン生産の50%を占める[19]。
- コート・ド・ボルドーの赤ワイン。周辺的な丘陵地に位置する8つのアペラシオンが属する。造られるワインはメルロー主体であることが多い。スタイルと品質の両面で、通常のボルドーの赤ワインと右岸や左岸のより名の通ったアペラシオンの中間的なワインを産出する。もっとも、コート・ド・ボルドーには傑出した知名度のシャトーがあるわけではないので、価格帯はそれほど高くない。コート・ド・ボルドーには公的な格付けが存在しない[20]。ボルドーにおけるワイン生産の14%を占める[17]。
- リブルヌないしは右岸の赤ワイン。リブルヌ周辺の10のアペラシオンではメルロー主体のワインが造られ、カベルネ・ソーヴィニヨンは僅かしか使われない。なかでもサン＝テミリオンとポムロールの知名度は高い。ワインは果実味豊かでタンニンは柔らかく、長期熟成に耐えるものが多い。サン＝テミリオンには公式の格付けが存在する[21]。ボルドーにおけるワイン生産の10%を占める[17]。
- グラーヴおよびメドック、もしくは左岸の赤ワイン。ボルドー市街の南北に広がる伝統的な地域であり、カベルネ・ソーヴィニヨンが主体のワインが造られるが、メルローが重要視される場合もある。凝縮感がありタンニンが強く、長期熟成に耐えるワインが造られており、ほとんどは熟成を経てから飲まれることを想定している。いわゆる5大シャトーはこの地域に存在する。メドック・グラーヴともに公式の格付けが存在する[22]。ボルドーにおけるワイン生産の15%を占める[17]。
- 辛口白ワイン。ボルドー全域で造られ、アペラシオンはボルドー・ブランAOCである。ソーヴィニヨン・ブラン100%か、もしくはソーヴィニヨン・ブランとセミヨン主体のブレンドであることが一般的である。グラーヴの辛口白ワインは特に有名であり、辛口白ワインとしては唯一格付けが存在する地域でもある。高品質なワインにはオーク樽の香りがあるものが多い[23]。ボルドーにおけるワイン生産の8%を占める[17]。
- 甘口白ワイン。いくつかのアペラシオンで、貴腐化したセミヨン、ソーヴィニヨン・ブラン、ミュスカデルから甘口白ワインが造られる。もっともよく知られているのがソーテルヌであり、公的な格付けも存在するが、これは世界でも最も著名な甘口ワインのひとつに数えられる。ソーテルヌ地区はガロンヌ川支流のシロン川によってソーテルヌとバルサックに分かれているが、このシロン川の影響で霧が発生しやすく、貴腐化しやすい気象条件となっている[24]。ソーテルヌに隣接するガロンヌ川対岸のアペラシオンであるルピアック、カディヤック、サント・クロワ・デュ・モンでも同様のワインが造られる。ボルドー全域における甘口ワインのアペラシオンはボルドー・シュペリュール・ブランAOCである[25]。ボルドーにおけるワイン生産の3%を占めるが[17]、貴腐菌が付着するかどうかは気象条件に大きく依存するため、生産量は年により差が大きい[26]。

ボルドーは、同じくフランスの著名な赤ワインを産地であるブルゴーニュと比較されることがある。産出されるワインの性質も対照的である。ブルゴーニュの赤ワインが明るい色合いを持ち、酸味を強く感じられる優雅で軽やかな味わいであるのに対し、ボルドーの赤ワインはより深い色調で、渋みをもたらすタンニンが豊富な重厚な味わいとなる。豊富なタンニンのため長期熟成にも向いている。生産量はボルドーが大きく上回り、ブルゴーニュの5倍程度である。

## 格付け
ボルドーワインには、地域によっては公式に定められた格付けが存在する。
- 1855年のボルドーワインに対する格付け。メドックの赤ワイン（例外のシャトーが1つだけ存在する[注釈 2]）とソーテルヌ、バルサックの甘口ワインが対象とされた。
- サン＝テミリオンの格付け。サン＝テミリオンの赤ワインが対象とされている。およそ10年に1度、格付けの見直しが行われる[29]。
- グラーヴの格付け。1959年にグラーヴのワインを対象として制定された。はじめ1953年にに行われたが、1959年に改定があった。赤ワイン、白ワインの各々に対して格付けされている[30]。格付けは赤・白ともに1段階であり、赤ワインのみ格付けされたシャトーが7つ、白ワインのみが3つ、赤・白ともに格付けされているのが6つである[31]。
- クリュ・ブルジョワ。メドック地区[注釈 3]で生産された赤ワインに対する格付けである[32]。クリュ・ブルジョワは非公式の格付けとして1932年に444のシャトーが選定されたのが始まりである。2003年に公的に認められ、247のシャトーがクリュ・ブルジョワに格付けされた。しかし、格付けに漏れた生産者が審査の公平性に不満を持ち訴訟が起こされたことで関連する法令が無効となり、格付けも取り消された[32][33]。2010年9月には新たにクリュ・ブルジョワの品質認証が行われるようになったが、これは非公式の格付けである。認証は毎年更新される。その後、2018年ヴィンテージからはクリュ・ブルジョワ・エクセプショネル、クリュ・ブルジョワ・シュペリュール、クリュ・ブルジョワの3通りの認証がなされることに決まった[32]。
- クリュ・アルティザン。EUが1994年に認定した、メドック地区の栽培面積6ha以下の小規模なシャトーを対象にした格付けである。2006年に44のシャトーが登録された[29]。

ポムロールには公的な格付けは存在しない。もっとも、シャトー・ペトリュスやシャトー・ル・パンといった高名なワインは1855年の格付けの1級と同格視されることもあり、それらより高値が付くことも珍しくない。

### 1855年のボルドーワインに対する格付け
1855年の格付けはナポレオン3世がパリ万博のために作らせたものである。メドック地区の赤ワインに対する格付けでは、当時の価格に基づいて5段階に格付けしたものが、僅かな例外を除き現代にまで続いている。

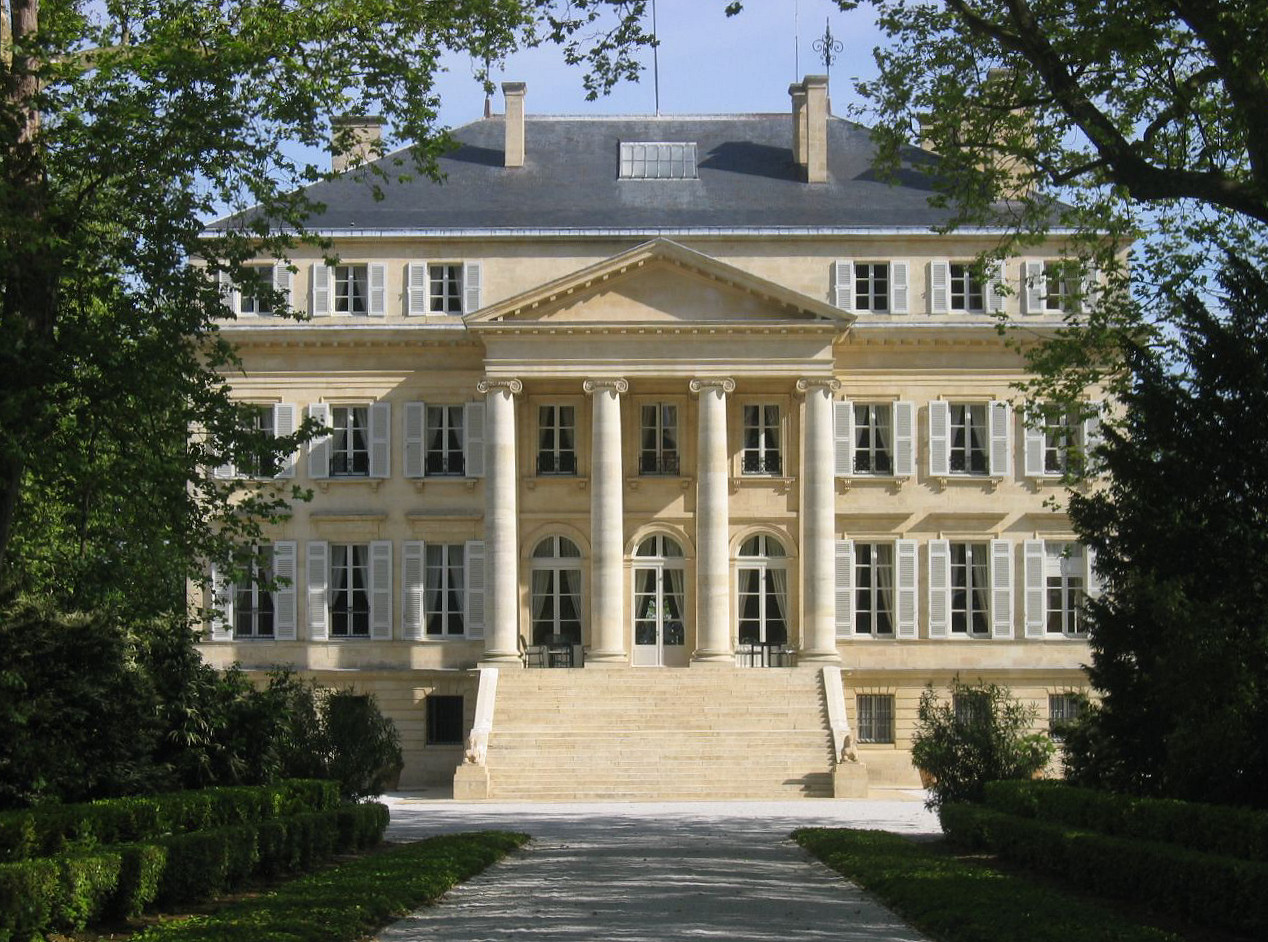
シャトー・マルゴー。格付け1級のシャトーである。

以下に示す格付け1級のシャトーは、4つがメドック産、1つがグラーヴ産である（括弧内はアペラシオン）。
- シャトー・ラフィット・ロートシルト（ポイヤック）
- シャトー・マルゴー（マルゴー）
- シャトー・ラトゥール（ポイヤック）
- シャトー・オー・ブリオン（ペサック・レオニャン）、グラーヴ産
- シャトー・ムートン・ロートシルト（ポイヤック）、1973年に2級から1級に昇格した。

その他、1級から5級までを合わせて61のシャトーが格付けされている。
同時に、ソーテルヌとバルサックの甘口ワインについても3段階に格付けが行われ、27のシャトーが選定された。唯一シャトー・ディケムだけが最高位である特別1級に格付けされている。

### サン＝テミリオンの格付け
1955年のサン＝テミリオンの格付けは3段階に分かれている。最高位であるプルミエ・グラン・クリュ・クラッセAには当時以下の2つのシャトーが存在していた。
- シャトー・オーゾンヌ
- シャトー・シュヴァル・ブラン

2012年の格付けで、さらに2つがプルミエ・グラン・クリュ・クラッセAに追加された。
- シャトー・アンジェリュス
- シャトー・パヴィ

2022年には格付け見直しが行われる予定だが、格付け最高位のシャトー・オーゾンヌ、シャトー・シュヴァル・ブラン、シャトー・アンジェリュスを含む複数のシャトーが格付けからの脱退を表明している。これは、審査基準のなかにワインの品質と無関係な項目があること、審査者とシャトーの間に利害関係があることなどに対する不満の表れである。

## ラベル

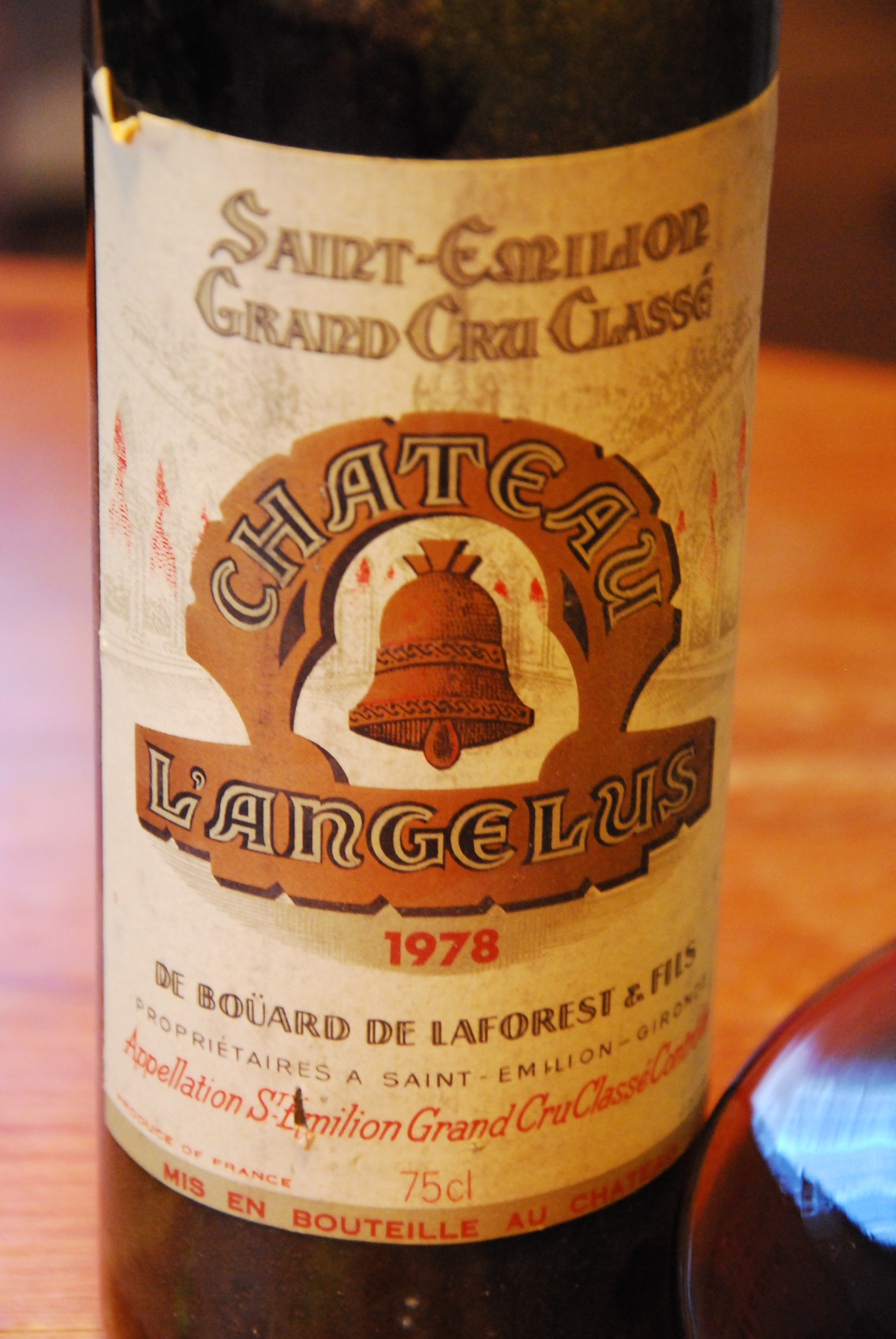
1978年のシャトー・アンジェリュス

ボルドーワインのラベルには、通常以下の事項が記載されている。
1. シャトーやブランドの名前（右図では Château L'Angelus）
2. 格付け（右図では Grand Cru Classé）
3. アペラシオン（右図では Saint-Émilion）。AOCの規定によれば、ラベルに特定のアペラシオンを記載するためには、そのアペラシオンで収穫されたブドウをだけを使う必要がある。アペラシオンはワインのスタイルを左右する重要な要因である。右図では、アペラシオンがサン＝テミリオンであるため、赤ワインであることが分かり、主要品種はメルローであろうと推測できる。
4. シャトーで瓶詰めされたか、ネゴシアン（ワイン商）によるものかの区別（右図では Mis en Bouteille au Château　、シャトー元詰めの意）
5. ヴィンテージ（右図では 1978）
6. アルコール度数（右図の写真には見られない）

## クラレット

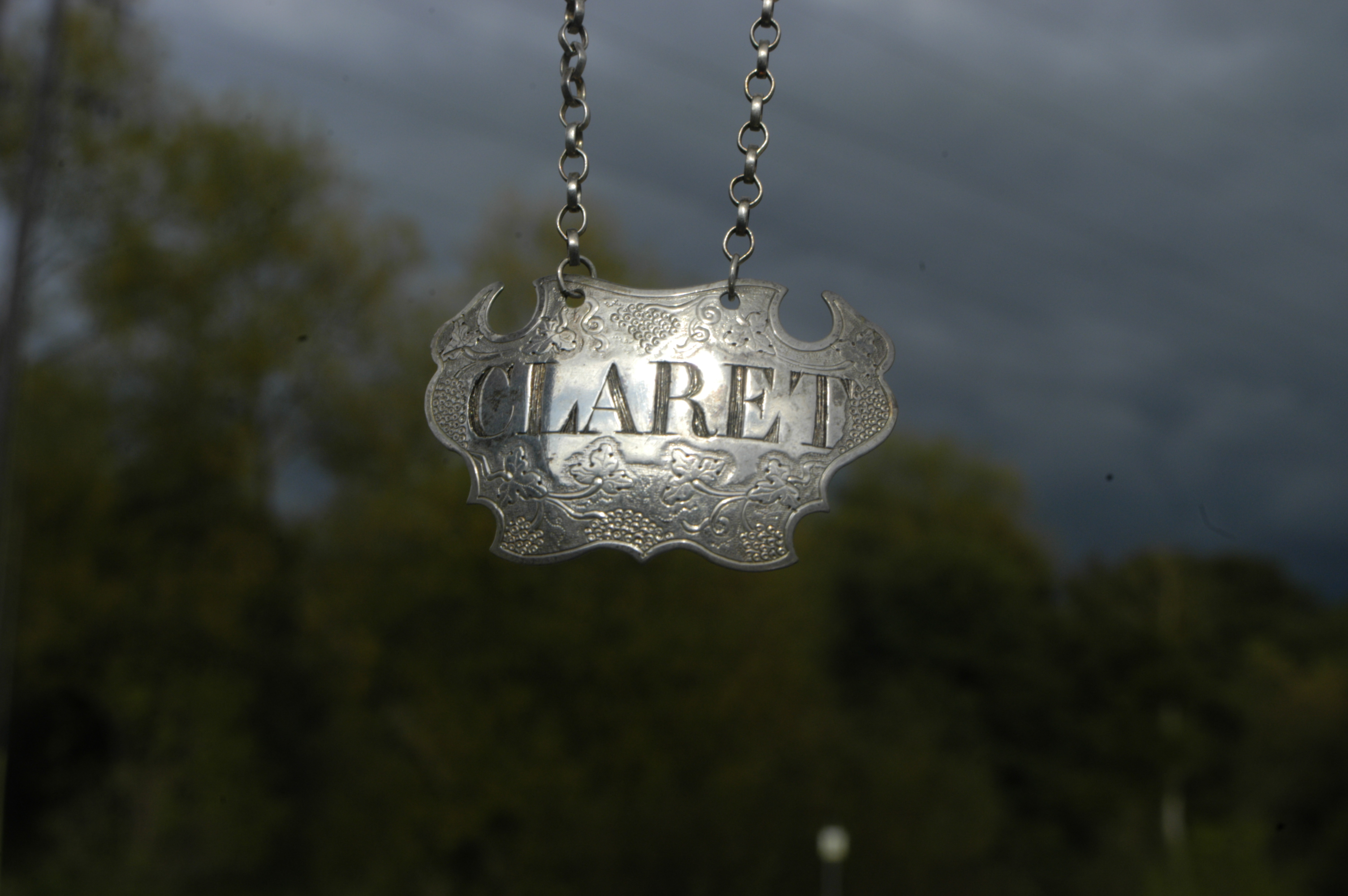
クラレットと書かれたイギリスのボトルチケット。Sandylands Drinkwater製。

クラレット（英：claret）とは、ボルドーの赤ワインを指して通常イギリスで使われる語である。
フランス語のクレレ（仏：clairet）に由来するが、これは今日ではあまり一般的ではなくなった濃い色のロゼワインを指す。18世紀まではボルドーから最も盛んに輸出されていたワインであった。アキテーヌ地域圏がアンジュー帝国の一部であった頃と、その後の継続してイギリス王室の影響下にあった12世紀から15世紀の間、イングランドではクレレを大量に消費しており、そのため英語化してクラレットと呼ばれるようになったのである。300年以上にわたってイギリスのワイン貿易業でこの名称が使われてきたことを鑑み、現在ではクラレットという語はボルドーの赤ワインを指す名称としてはEUに保護されている。
クラレットという名称は、アメリカにおいてもボルドースタイルのワイン、すなわちボルドーで使用が許可されている品種のブドウで造るワインを示す語として、セミ・ジェネリックワインに時おり用いられる。フランスで輸出向け以外でこの語が使われることはない。クラレットの持つ意味合いは徐々に変化してきており、現在では辛口で深い赤色のボルドーワインを指す。今でもイギリス上流階級を想起させる語であるため、市場におけるステータスを向上させるため、ボルドーの赤ワインのラベルに記載されることがある。2011年11月に、Union des Maisons de Négoce de Bordeauxの長官はクラレットという語の意味を「軽くフルーティーで飲みやすい、数世紀前にイギリスで称賛されていた元々のクラレットと同じスタイルのワイン」とする旨の声明を発表した。クラレットはボルドーワインの色のような、深く紫がかった赤をあらわす色名としても用いられることがある。イギリスやオーストラリアでは血を意味するスラングとしても使われる。

## 流通・販売

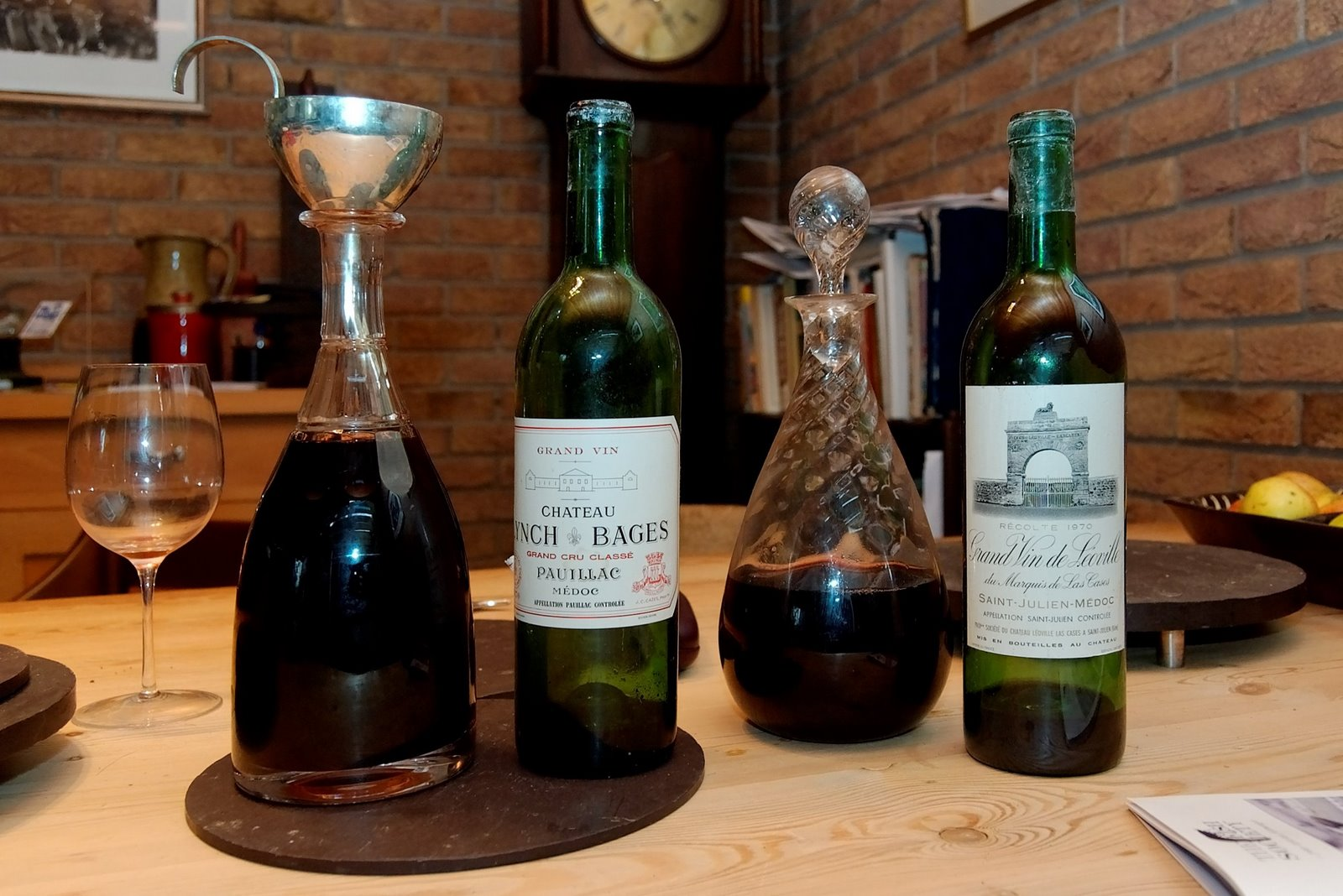
ボルドーの赤ワイン

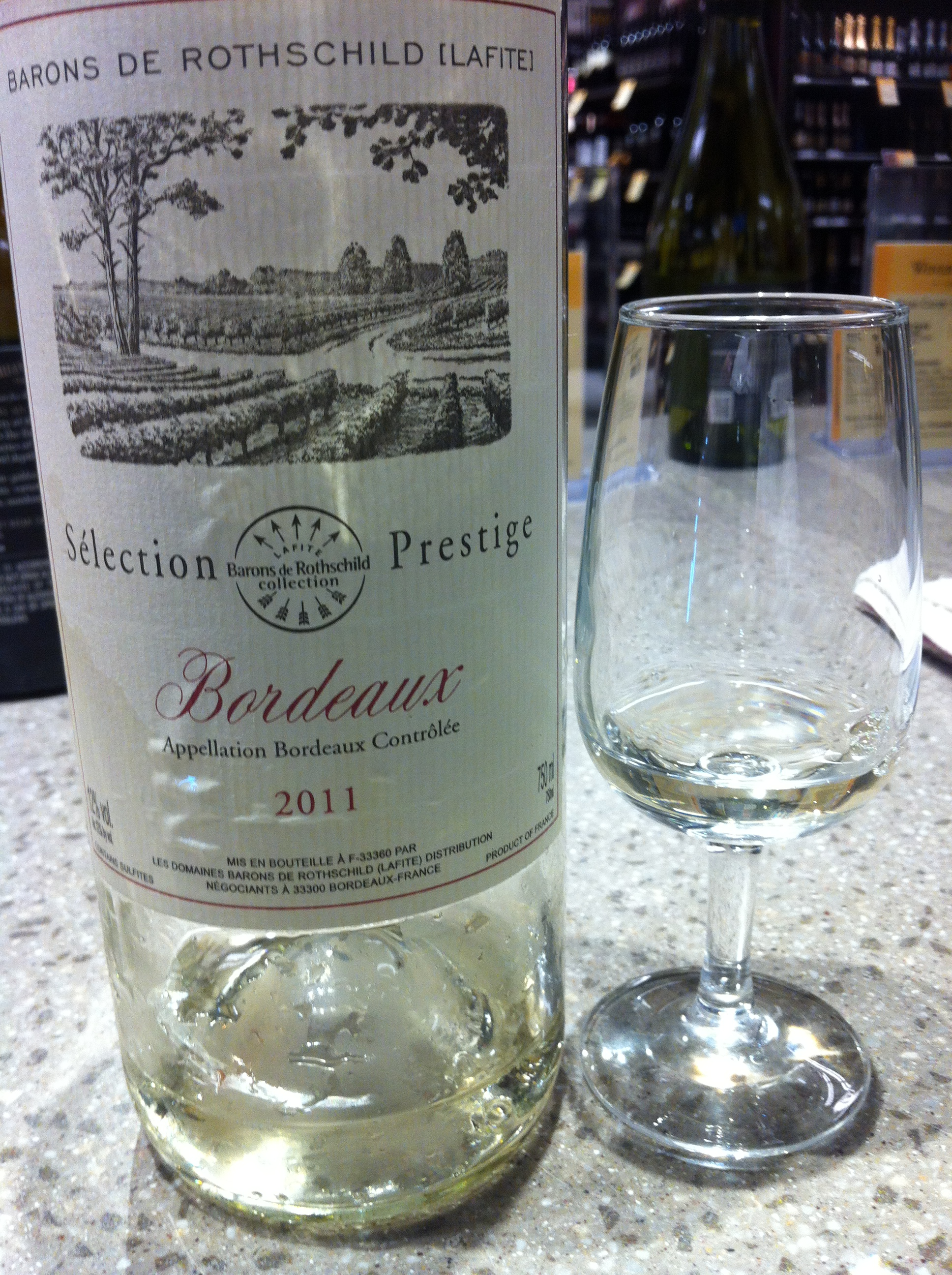
ボルドーの辛口白ワイン

ボルドーワインのなかでも著名なものの多くは、あらかじめ支払いを済ませた後に売り渡される。これはプリムールと呼ばれる。ボルドーワインは、長命である、生産量が非常に多い、評価が確立しているといった特徴があるため、オークションに出品されるワインのなかでも多数を占める。
2009年2月に公表された市場調査によれば、最高級ワインの価格は下落傾向にあるにもかかわらず、市場規模は購買力ベースで128%に拡大した。
ボルドーワインの流通に関与する業者として、仲買人（クルティエ、仏：courtier）とワイン商（ネゴシアン、仏：négociant）が挙げられる。仲買人はワイン生産者とワイン商の仲介業務のみを行い、手数料を徴収する。ワイン商は生産者が瓶詰めまで行ったワインを買い付けて輸出販売を行うほか、ブドウやムスト（若いワイン）を買い付けて自ら醸造したり、樽やタンクで買い付けたワインをブレンドして自身のブランド名で販売することもある。
特に20世紀半ばまでは、ワインの販売はワイン商がほぼ独占していた。というのも、長期の樽熟成期間を要するボルドーワインでは常に在庫を抱える必要があるため、ワイン生産者では運転資金を負担できず、資金力のある商人に頼る必要があったのである。また、ワイン商は熟成時の品質管理やブレンドなどのノウハウを蓄積していくこととなり、ワインの品質向上にも寄与した。プリムール取引が一般化した現在においても、ワイン商を介したワインの取引は生産者・買付業者の双方にとって効率的であるといえる。
ボルドーには42のワイン醸造共同組合と6の醸造協同組合連合が存在し、生産者の43％がいずれかに所属している。これらの組合は、共同の醸造設備で醸造・ボトリングを行い、組合によるブランド名で販売するほか、所属する生産者に対して経営支援・技術指導を行うことが多い。